# 自由
自由是一個哲學中的概念，意即可以自我支配，凭借自主的意志而行动。

## 定义
自由有多种含义，從不同的角度會有不同的看法，是一个复杂的概念，需要不断地思考和探索：
1. 法律上意指由憲法或基本法所保障的一種權利或自由權，包括政府在內任何人都不可以用莫須有的罪名而拘捕扣留任何人。（人身自由）[2]
2. 言論上盡可能地以法律保障與根據其影響力賦以相對應之誠實義務，讓最大多數人擁有發表與說出屬於他們觀點的言論之自由。（言論自由之範圍與限制[3]）
3. 社會上在不妨碍他人同等自由的前提下，个人运用自身和自身所具有的能力从事一切活动的权利（正義論），因為人是包含在群體社會，其自由程度的論證必需研究兩者的關係[1]。
4. 自律意义下的自由。分析人類意識的康德在此意义上使用自由一词。[4]
5. 生活上不干涉別人的私人行為，只要不危害旁人就不應當禁制，如個人的私有財產、私隱、性取向、信仰、政治主張、嗜好，以及對他人有利的公共及國有財産、價值觀。但對於怎樣界定有嚴重的分歧，這也是道德放縱和自律的定義標準問題，不過一般法律是應不加干涉。[5]
6. 是人在自己所拥有的领域自主追求自己设定目标的权利。但競爭須符合公平與比例原則[6]。
7. 將被外國所侵略的殖民地或領土，恢復獨立或歸還原有國家、民族的主權。[7]
8. 社會主義中視為把個人或集體從某些政府、非政府的權力中解放， 如奴隸主、父母、伴侶、軍閥、地主、资本家、官僚資本家等。[8]
9. 不具有性別意識、思想，認為性別是對自己的人身自由的一種限制。
10. 部分反对政府和法律者，主张无限私权、为所欲为，认为文化和制度是对人的限制，甚至可以在能力范围内任意互相鬥爭。[9]

法国19世纪画家德拉克罗瓦名画：自由引导人民

### 歷史
法国大革命纲领性文件《人权宣言》中，对自由的定义为：
| “                                                       | 自由即有权做一切无害于他人的任何事情。 | ” |
| ——法国大革命纲领性文件《人权宣言》第4条（节选），1789年 |                                        |   |

絕對的自由在理論上可能存在，但由於社會是由人與人所組成，自由不僅是個人的議題，而是社會中各個主體之間彼此互相界定的程度，因此湯瑪斯·傑弗遜認為个人的自由受制于他人的同等的自由。進而有義務論者和馬克思主義者認為自由與責任相關，有相關之自由即應負相關之責任。自由的边界是人权，自由止于人权。
自由是政治哲学的核心概念。自由也是一种社会概念。自由是社会人的权利。与自由相对的，是奴役。
孫中山多次在演講中引述彌爾的話指出，一個人的自由，以不侵犯他人的自由為範圍，才是真自由。如果侵犯他人的範圍，便是不自由。
第二次世界大战中（1941年1月6日），美国总统罗斯福在国情咨文中提出了著名的“四大自由”。
在未来的日子里，我们向往并需要确保一个由必要的人类自由构成的世界：  第一，言论与表达的自由——在世界上的所有地方。  第二，一切人民以自己的方式崇拜他们神祇的自由——在世界上的所有地方。  第三，免于匮乏的自由——以世界性的角度来说，可使每一个国家的所有居民享受在和平时期健康生活的经济基础——在世界上的所有地方。  第四，免于恐惧的自由——以世界性的角度来说，全球的兵力削减以至于任何国家都没有对其邻邦进行武力入侵的可能——在世界上的任何地方。——富兰克林·德拉诺·罗斯福，美利坚合众国国情咨文，1941年1月6日
简略来说，这四大自由便是言论自由、信仰自由、免于匮乏的自由和免於恐懼的自由。
联合国世界人权宣言重申了这四大自由的精神：「人人享有言論和信仰自由並免于恐懼和匱乏」(《世界人權宣言》)。
20世纪下半叶，以賽亞·伯林开始用“两种自由”的概念来划分自由：“消极自由”和“积极自由”。他认为，积极自由是指人在“主动”意义上的自由，即作为主体的人做的决定和选择，均基于自身的主动意志而非任何外部力量。当一个人是自主的或自决的，他就处于“积极”自由的状态之中。这种自由是“去做……的自由”。而消极自由指的是在“被动”意义上的自由。即人在意志上不受他人的强制，在行为上不受他人的干涉，也就是“免于强制和干涉”的状态。以賽亞·伯林認為：「民主就是：認為促進社會公義和個人自由，未必意味着有效管治不再存在；權力和秩序並不等於要受到經濟或政治教條的束縛；而個人自由——社會一個鬆散的特質——與不可或缺的最少量組織和權力是可以調和的。」
作為政治範疇，在不同歷史階段有不同內容：在古羅馬自由的原意指從被束縛、被虐待中解脫出來；資產階級革命時提出的自由指「個性解放」、「政治自由」、「貿易自由」等，目的是反對封建專制制度，從封建主手裡奪取政權，建立自由競爭的資本王國；在階級社會裡自由是同生產資料的占有和政治上的統治聯繫在一起，只能為一部分人所享有，有剝削階級剝削、壓迫勞動人民的自由，就沒有勞動人民不受剝削和壓迫的自由；只有在社會主義制度下，勞動人民當家作主，才有不受剝削和壓迫的自由，並獲得人身、言論、通信、出版、集會、結社、游行、示威等自由；自由是相對的，不是絕對的，它和紀律是一個統一體的兩個矛盾着的側面，人民既享受着廣泛的民主和自由，同時又必須用社會主義的紀律約束自己:4951。
在哲學上與「必然」相對，指對必然的認識和對客觀世界的改造:4951。又解自己能作主，古樂府《孔雀東南飛》：「吾意久懷忿，汝豈得自由。」:4951

## 词源
汉语中现代意义上的自由一词是从日本引入的，日本在翻译外国文献时首次使用「自由」一词来对应「Liberty」。在翻译的争议问题上，严复先後用過「自由」、「自繇」（繇、由二字相通）、「群己」等譯名。然而最终流传下来爲民众所接受的，还是「自由」一词。
邦雅曼·貢斯當於1819年在《古代人的自由與現代人的自由》稱：「古代人的目的是在同一個祖國的公民之間分享社會權力，這就是他們所說的自由。現代人的目的是享受私人歡愉中的自由；他們把自由稱為由公共機構為這些歡愉所作的保證。」:7。

### 引用
1. 1 2  .   [2023-11-11]. （原始内容存档于2023-11-11）.
2. ↑  .   [2025-04-12]. 人人有權享有身體自由及人身安全。任何人不得無理予以逮捕或拘禁。非依法定理由及程序，不得剝奪任何人之自由。 ... 任何人因逮捕或拘禁而被奪自由時，有權聲請法院提審，以迅速決定其拘禁是否合法，如屬非法，應即令釋放。
3. ↑  .   [2023-11-11]. （原始内容存档于2023-11-11）.
4. ↑   (PDF).   [2023-11-11]. （原始内容存档 (PDF)于2024-01-25）.
5. ↑  .   [2023-11-11]. （原始内容存档于2023-11-11）.
6. ↑  .   [2023-11-11]. （原始内容存档于2023-11-30）.
7. ↑  .   [2023-11-11]. （原始内容存档于2023-11-11）.
8. ↑  .   [2023-11-11]. （原始内容存档于2023-11-11）.
9. ↑  .   [2023-11-11]. （原始内容存档于2023-12-05）.
10. ↑  傅啟學. . 臺灣商務印書館. 1985. ISBN 9570516518.
11. ↑  . edsitement.neh.gov.   [2017-08-28]. （原始内容存档于2018-12-21） （英语）.
12. 1 2 3  辭海編輯委員會 (编). . 上海辭書出版社. 1989. ISBN 978-7-5326-0083-0.
13. ↑  伯納德·克里克（英语：Bernard Crick）著，史獻芝譯. . 香港: 牛津大學出版社. 2019.